# 天願城
天願城（てんがんじょう、琉球語: ティングヮングスク）は、沖縄県うるま市天願にあったグスク（御城）跡。15世紀に安慶名城を拠点に中部一帯を支配した安慶名大川按司1世の3男・後天願按司1世などが貿易の拠点であった具志川城と共に統治した。
遺構そのものが米海兵隊キャンプ・コートニーの基地内に囲まれており、保存状態は不明、未調査のままである。

## 概要

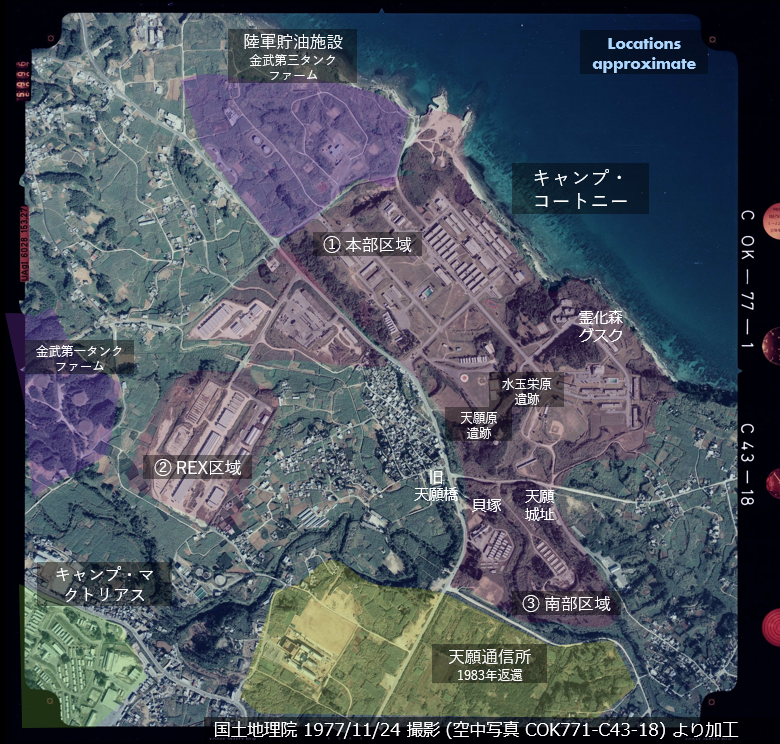
キャンプ・コートニーのなかにある天願グスクと霊化森グスク。

14世紀頃に築城されたと考えられる城跡（グスク）。標高35メートルの石灰岩丘上に位置することから別名ツチグスク（土城）とも呼ばれている。安慶名城を拠点に当時沖縄本島中部一帯で一大勢力を誇った安慶名大川按司1世の子息によって具志川城や喜屋武城などと共に築城・改築されたとされ、安慶名大川按司1世の3男で貿易拠点であった具志川城も共に統治していた後天願按司1世が城主を務めた。
武人として誉れ高い天願太郎治は後天願按司と恋人の間の子として誕生し幼少期には護佐丸によって養育された。

## 場所と保存状態
うるま市役所方面に75号線を進み天願交差点から右の県道224号線に入り、約200メートルの右側のキャンプ・コートニーのフェンスの内側にある。遺構の保存状態は不明。米軍基地内にあるという経緯から現在までに発掘調査などは同じく基地内にある天願貝塚と同様に未調査のままである。遺構の近くにテンガン・キャッスル (天願城) という米軍のレセプション複合施設が建築され利用されているが、これは米軍のレストラン、スポーツジムやイベント会場として使用されている。
- 天願 (霊化森) グスク
- 天願 (拝所) つちグスク

| FAC6029 | キャンプ・コートニー | 米海兵隊基地 | C表参照 |

## 歴史
15世紀に安慶名城を拠点に沖縄本島中部一帯で権勢を誇った大按司（豪族）の安慶名大川按司1世が3男の後天願按司1世を送り込み貿易の拠点であった具志川城と共に統治した。敵討物の組踊の傑作とされる「久志の若按司」によるとその子である後天願按司2世の世に、配下であった頭役の謝名大主（じゃなうふしゅ）の謀叛により後天願按司2世は妃と共に戦死、子の天願若按司（千代松）も妹の乙鶴と共に現在の名護市久志にあった久志城を拠点としていた伯父の久志按司に助けを求め落ち延びていた道中の夜に、謝名大主の命で2人を捕らえ処刑するよう命じられた臣下の富盛大主（ともりうふしゅ）によって捕らえられ東恩納番所に幽閉され一夜を過ごした。
2人を迎えに行くよう父より命を受けていた久志若按司（天願若按司の従兄）は、美里伊波村に立ち寄った際に2人が富盛大主によって捕虜として幽閉されていることを知り、配下の立川大主や武に秀でた砂田の子らを引き連れ2人が幽閉されていた東恩納番所へ急行し乗り込むと、富盛大主を破り2人を救出すると共に富盛大主を生け捕りとした。
捕らえられた富盛大主は久志若按司に対し命乞いをしその見返りとして久志方に味方し主君であった謝名大主を討ち亡ぼすことに協力すると申し出た。立川大主らを始め配下らはこの申し出が信用できないとして反対したが一計を案じた久志若按司は謝名大主の臣下で度々謝名と衝突していた武勇に誉れ高い武将の川崎比屋と共に謝名大主を討つ計画をしておりついては富盛大主には謝名方の内通者となってほしいと述べ、富盛大主はこれを了承し解放された。
謝名大主の元に帰った富盛大主は早速にこの計画を謝名に明かし、川崎比屋が謀反を企んでいたと進言すると謝名大主は激怒し自ら臣下を従え川崎比屋を捕え拷問を加えたのち手討ち（処刑）とした。そして、富盛大主は久志若按司に内通の文を遣わし、「謝名の大主は今日より20日後に、久志の城元を攻めることになっている。久志方はそれに備え、立川の大主と、砂田の子始め強者全員金武岳に集結させ、謝名方が久志の城元を目指し北上するところを、かえり討ちにするように。」と伝えた。
久志若按司の目論見通り、富盛大主は内通の文に見せかけ久志方の軍勢を金武岳へ向かわせ、その留守を狙い久志城にいる後天願按司2世の子や久志若按司を討つ算段であった。久志若按司は謝名大主の策略の裏をかいて金武岳に伏兵がいるように見せかけ煙を炊かせ、これを見た謝名大主は久志の城元めがけて攻め入ったが、そこで久志若按司の配した伏兵による強襲を受け謝名の軍勢は敗れた。謝名大主と富盛大主は生け捕りにされ久志浜へと引き出されると拷問の末に処刑され、天願若按司（千代松）と乙鶴は父の仇を討った。
しかし、その天願若按司（千代松）も若くして病死し若按司に子がいなかったことから同城は若按司の祖父の甥っ子・安慶名大川按司三世の三男である具志川按司によって継承され1526年頃に尚真王の行った中央集権化の一環として廃城となったとされる。

## 題材となった作品

### 組踊（歌劇）
- 『久志の若按司』